# 莉兹·坎贝奇

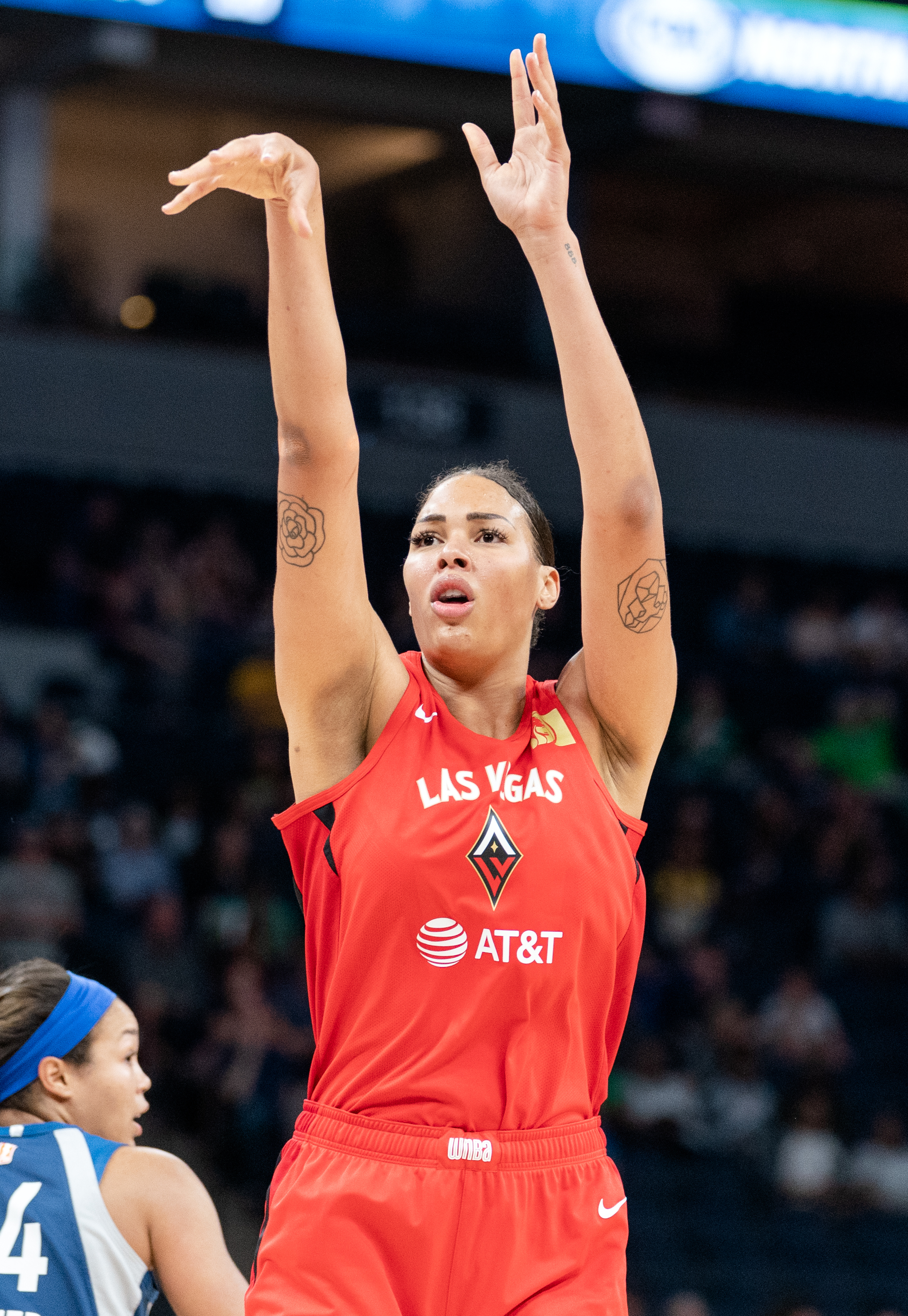
莉兹·坎贝奇

莉兹·坎贝奇（英語：Liz Cambage，1991年8月18日—），澳大利亚女子篮球运动员。她曾代表澳大利亚国家队参加2012年和2016年夏季奥林匹克运动会篮球比赛，其中2012年奥运会获得一枚铜牌。
2023年11月坎贝奇據報與中国女子篮球联赛四川女篮簽下為期三個月、100萬美元的合約。坎贝奇總計代表四川女篮出賽18場，場均繳出23.1分、11.3籃板、2.7助攻、1.4抄截的表現，助隊衛冕WCBA總冠軍。2024年6月坎贝奇表示與四川女篮完成續約，據報為100萬美元。

## 外部連結
- 莉兹·坎贝奇在fiba.basketball（英语）
- 莉兹·坎贝奇在archive.fiba.com（存檔）（英语）
- 莉兹·坎贝奇在WNBA（英语）
- 莉兹·坎贝奇在Basketball-Reference.com（國際）（英语）
- 莉兹·坎贝奇在Basketball-Reference.com（WNBA）（英语）
- 莉兹·坎贝奇在Eurobasket.com（球員）（英语）
- 莉兹·坎贝奇在Proballers（英语）
- 莉兹·坎贝奇在Olympics.com（英语）
- 莉兹·坎贝奇在Olympedia（英语）
- 莉兹·坎贝奇在Australian Olympic Committee（英语）

Template:2016年夏季奥林匹克运动会女子篮球比赛澳大利亚队阵容